# Cnemathraupis
A Cnemathraupis a madarak osztályának verébalakúak (Passeriformes) rendjébe és a tangarafélék (Thraupidae) családjába tartozó nem. Egyes szervezetek a Buthraupis nembe sorolják ezt a két fajt is.

## Rendszerezésük
A nemet Thomas Edward Penard írta le 1919-ben, az alábbi fajok tartoznak ide:
- Cnemathraupis eximia[1] vagy Buthraupis eximia[2]
- Cnemathraupis aureodorsalis[1] vagy Buthraupis aureodorsalis[2]

## Előfordulásuk
Dél-Amerika északnyugati honos az Andokban. Természetes élőhelyeik a szubtrópusi és trópusi hegyi esőerdők és magaslati cserjések. Állandó, nem vonuló fajok.

## Megjelenésük
Testhosszuk 22-23 centiméter körüli.